# Chocolate (pel·lícula de 2008)
Chocolate (tailandès ช็อคโกแลต), també coneguda com Zen, Warrior Within, és una pel·lícula d'arts marcials tailandesa del 2008 protagonitzada per Yanin "Jeeja" Vismistananda en el seu debut cinematogràfic. Està dirigit per Prachya Pinkaew, amb coreografia d’arts marcials de Panna Rittikrai. També és protagonitzada per Hiroshi Abe i Pongpat Wachirabunjong.

## Argument
Zin és l'amant tailandès del cap de la Yakuza japonès Masashi. Zin era anteriorment la núvia del gàngster tailandès núm. 8, que estava gelosa de la seva relació amb el gàngster rival Masashi. Després que Zin esculli Masashi, es dispara al seu propi dit del peu com a gest simbòlic i li prohibeix a Zin tornar-lo a veure. Zin li demana a Masashi que torni al Japó, ja que no podrien estar junts amb seguretat. Se'n va de mala gana.
Poc després, Zin es troba embarassada i es muda a un lloc nou per allunyar-se de No. 8. Té una filla anomenada Zen que aviat es descobreix que és autista. Quan Zen es fa gran, Zin un dia decideix explicar-li a Masashi sobre la seva filla escrivint-li una carta. No. 8 descobreix que Zin està en contacte amb Masashi i està furiós. Ell visita a Zin i li talla un dit dels peus per recordar-li que té prohibit veure en Masashi.
Zin es veu obligat a traslladar-se de nou a una casa compartida per una escola de Muay Thai Kickboxing. La Zen s'enamora de les arts marcials des de ben jove i aprèn les arts marcials imitant els moviments que veu fent els estudiants de l'escola, així com les pel·lícules d'arts marcials que veu a la televisió, entre elles les de Bruce Lee i Tony Jaa. També té reflexos estranys i és capaç d'agafar les pilotes que li llencen sense ni tan sols mirar. Un dia, quan tornava a casa de la feina, en Zin veu que un nen petit anomenat Moom s'arrossega pels carrers. Li fa pena i el va acollir.
Aleshores, Zin emmalalteix de càncer i no té els diners per pagar els tractaments de quimioteràpia. Zen i Moom intenten guanyar els diners necessaris per pagar-los fent que la gent llanci pilotes a Zen com a actuació de carrer. Tanmateix, no poden guanyar prou per mantenir-se al dia amb els tractaments. Un dia, Moom descobreix una llista de deutors en un vell quadern de l'època en què Zin era un prestador amb interessos elevats sota el núm. 8. Per aconseguir diners per pagar el tractament del càncer de la seva mare, Zen i Moom decideixen cobrar els deutes. El primer intent de recollir els diners es torna violent, i Zen utilitza les seves habilitats d'arts marcials copiades per lluitar. Això condueix a més enfrontaments amb diverses bandes criminals i, finalment, núm. 8.
No. 8 s'assabenta que Zen està cobrant deutes pel tractament de Zin, i Zin descobreix què han estat fent Zen i Moom per diners quan se li envia el dit del peu com a missatge. S'adona que hi haurà represàlies del núm. 8, i envia a Moom per enviar una carta a Masashi demanant ajuda. Moom és capturat per la colla del núm. 8, però No. 8 té la carta enviada de totes maneres, perquè vol tractar tant amb Zin com amb Masashi. Masashi rep la carta al Japó i abandona la Yakuza pel bé de la seva família. Quan Moom no torna, Zin va a enfrontar-se a No. 8 per salvar Moom i intentar trobar una solució, portant Zen amb ella. La trobada es converteix en una baralla en la qual tant Zin com No. 8 acaben ferits i núm. 8 pren Zin com a ostatge.
Zen lluita a través de molts sicaris de No. 8 per recuperar la seva mare i s'enfronta a Thomas, un nen capoeirista amb Tourette's que demostra ser un partit per a ella fins que s'adapta al seu estil de lluita erràtic. El pare de Zen, Masashi, finalment arriba a la batalla, però mentre ell i Zin lluiten contra els homes de No. 8, Zin, és ferit mortalment pel núm. 8. Enfadat pel que ha passat, Zen continua lluitant fins que arriben al dia amb el núm. 8 i el llença del tercer pis d'un edifici fins a la seva mort. Torna amb la seva mare només per trobar-la morta. Masashi consola la seva filla perduda fa temps i l'adopta.

## Repartiment
- Yanin "Jeeja" Vismistananda com a Zen
- Hiroshi Abe com a Masashi
- Pongpat Wachirabunjong com a No.8
- Taphon Phopwandee com a Mangmoom "Moom"
- Ammara Siripong com a Zin
- Dechawut Chuntakaro com a Priscilla
- Hirokazu "Hero" Sano com a Ryo
- Sirimongkol Singwangcha com a Nak Muaythai
- Su Jeong Lim com a Su Jeong Lim
- Kittitat Kowahagul com a Thomas
- Soumia Abalhaya
- Taweesin Visanuyothin com a Doctor Treat Zen's

## Producció
L'estrella de Chocolate, Yanin Vismitananda, va ser descoberta pel director Prachya Pinkaew l'any 2003 quan el director estava treballant en sessions de càsting per a l'esforç de direcció de Panna Rittikrai, Born to Fight. Ja amb experiència en taekwondo, Yanin es va entrenar més amb l'equip d'acrobàcies de Panna Rittikrai. El guió de Chocolate llavors es va desenvolupar pensant en Yanin. Yanin i la campiona de b-boying Kittitat Kowahagul també es van entrenar a capoeira per a la seva seqüència de lluita.
La pel·lícula es va produir durant el 2006 i el 2007, amb esforços promocionals que inclouen una aparició del repartiment al Bangkok Film Market durant el Festival Internacional de Cinema de Bangkok de juliol de 2007. principis de gener de 2008 es va publicar en línia un vídeo promocional de tres minuts, que mostrava escenes d'acció de la pel·lícula, així com sortides del que semblaven ser ferides doloroses. per a l'estrella i els dobles.

## Recepció
Els crítics van donar a aquesta pel·lícula una reacció majoritàriament mixta.

## Seqüela
Amb l'èxit de taquilla de Chocolate, Sahamongkol Film International va anunciar ràpidament la seva intenció de filmar la seva seqüela (en 3D).